# BBC Radio Cornwall
BBC Radio Cornwall — регіональна радіостанція «BBC», яка мовить на територію церемоніального графства Корнволл Великої Британії. За даними «RAJAR», щотижнева аудиторія радіостанції становить 120 000 слухачів (16% від загального числа), станом на вересень 2021 року. Редакція радіостанці розміщена у місті Труро, звідки мовить більшість своїх програм.

## Історія
Радіостанція вперше вийшла в етер 17 січня 1983 року. До цього являла собою ранкове шоу «Morning Sou'West», яке виходило на AM-частотах «Radio 4» у Девоні та Корнволлі. Також спочатку «Radio Cornwall» ділила денну програму з «BBC Radio Devon», але нині веде мовлення до 16 годин на день.
Крім мовлення на частотах FM «BBC Radio Cornwall» транслюється у режимі онлайн через власний вебсайт.

## Корнська мова
Радіостанція веде короткий щотижневий випуск новин корнською мовою. П’ятихвилинний випуск новин «An Nowodhow» виходив щонеділі.
Коли «BBC Radio Cornwall» тільки починала працювати, вміст корнської мови обмежувався приблизно двома хвилинами на тиждень. У 1987 році було представлено нове щотижневе 15-хвилинне двомовне шоу «Kroeder Kroghan», яке докладно висвічує кельтські культурні події, що відбуваються у Корнволлі.